# کارلوس وارلا (بازیکن فوتبال اهل اسپانیا)
کارلوس وارلا (انگلیسی: Carlos Varela؛ زادهٔ ۱۵ سپتامبر ۱۹۷۷) بازیکن فوتبال اهل اسپانیا است.
از باشگاه‌هایی که در آن بازی کرده‌است می‌توان به باشگاه فوتبال سروت ۱۸۹۰، باشگاه فوتبال بازل، باشگاه ورزشی یانگ بویز برن، و باشگاه فوتبال دی‌سی یونایتد اشاره کرد.